# Pilas (Andalúzia)
Pilas egy község Spanyolországban, Sevilla tartományban. Pilas Villamanrique de la Condesa, Hinojos, Chucena, Huévar del Aljarafe, Benacazón és Aznalcázar községekkel határos. Lakosainak száma 14 105 fő (2024).

## Népesség
A település népessége az elmúlt években az alábbi módon változott:
| Lakosok száma | 11 421 | 11 730 | 12 478 | 13 386 | 13 837 | 14 014 | 13 988 | 13 974 | 13 964 | 14 105 |
|               | 2001   | 2004   | 2007   | 2009   | 2012   | 2014   | 2017   | 2019   | 2022   | 2024   |